# Варга-Чунджелька
Варга-Чунджелька (устар. Варго Чунджелька) — река в России, протекает по Каргасокскому району Томской области. Сливаясь с рекой Кыпа-Чунджелька образует реку Чунджелька в 99 км от её устья. Длина реки составляет 27 км.
Система водного объекта: Чунджелька → Корыльга → Когода → Казальцевская → Обь → Карское море.

## Данные водного реестра
По данным государственного водного реестра России относится к Верхнеобскому бассейновому округу, водохозяйственный участок реки — Обь от впадения реки Васюган до впадения реки Вах, речной подбассейн реки — Васюган. Речной бассейн реки — (Верхняя) Обь до впадения Иртыша.
Код объекта в государственном водном реестре — 13010900112115200033056.